# سوکوتا، گامبیا
سوکوتا (به لاتین: Sukuta) یک منطقهٔ مسکونی در گامبیا است که در West Coast Division واقع شده‌است. سوکوتا ۴۰،۶۷۵ نفر جمعیت دارد.